# Konstantinos Koulierakis
Konstantinos Koulierakis (La Canea, 28 de noviembre de 2003) es un futbolista griego que juega en la demarcación de defensa para el VfL Wolfsburgo de la 1. Bundesliga.

## Selección nacional
Tras jugar en varias categorías inferiores de la selección, finalmente hizo su debut con la selección de fútbol de Grecia en un partido amistoso contra Malta que finalizó con un resultado de empate a dos tras los goles de Tasos Bakasetas y Taxiarchis Fountas para Grecia, y de Jurgen Degabriele y Teddy Teuma para Malta.

## Clubes
| Club                   | País     | Año       | Partidos | Goles |
| ---------------------- | -------- | --------- | -------- | ----- |
| PAOK B                 | Grecia   | 2021-2022 | 22       | 0     |
| PAOK de Salónica F. C. | Grecia   | 2022-2024 | 73       | 9     |
| VfL Wolfsburgo         | Alemania | 2024-     | 33       | 0     |

## Palmarés

### Títulos nacionales
| Título              | Club                   | País   | Año  |
| ------------------- | ---------------------- | ------ | ---- |
| Superliga de Grecia | PAOK de Salónica F. C. | Grecia | 2024 |